# Pável Ovchínnikov
Pável Nikoláyevich Ovchínnikov (translitera al cirílico Па́вел Никола́евич Овчи́нников (también conocido como Pavel Nikolaevich Ovczinnikov) ( 1903 -1979 fue un botánico ruso.
Se especializó en la familia de los pastos Poaceae. Realizó extensas excursiones botánicas por Asia media

## Algunas publicaciones
- OVCZINNIKOV, P.N.; S. YUNUSSOV, eds. Flora Tadzhitskoi SSR 5. Academia de Ciencias, Leningrado

- La abreviatura «Ovcz.» se emplea para indicar a Pável Ovchínnikov como autoridad en la descripción y clasificación científica de los vegetales.[1]

Sus 98 registros IPNI de sus identificaciones y nombramientos de nuevas spp. las publicaba habitualmente en : Fl. Tadzhikskoi SSR; Bot. Zhurn. (Moscú & Leningrado); Dokl. Akad. Nauk Tadzh. SSR; Izv. Akad. Nauk Tadzh. SSR, Biol. Nauk; Fl. Gruzii; Acta Phytotax. Geobot.; Byull. Moskovsk. Obshch. Isp. Prir., Otd. Biol.; Bull. Bot. Res., Harbin; Fl. URSS; Acta Phytotax. Sin.